# Julien Absalon
Julien Absalon (Remiremont, 16 augustus 1980) is een voormalig Frans mountainbiker. Hij werd in 2004, 2005, 2006, 2007 en 2014 wereldkampioen mountainbike. In 2004 en 2008 werd hij ook olympisch kampioen Cross Country mountainbike op de Olympische Zomerspelen van Athene en Peking.

## Biografie

### Jeugd
Afkomstig uit Raon-aux-Bois in de Vogezen ontdekte Absalon het mountainbiken in 1995. Na zijn derde wedstrijd wordt hij geselecteerd voor het nationale kampioenschap bij de nieuwelingen. Hij finishte er als vierde na twee maanden training. In de twee seizoenen die daarop volgden, werd hij telkens vice-kampioen.
1998 betekent voor Absalon het jaar van de grote doorbraak. Dat seizoen wint hij zowel het nationaal kampioenschap, als het wereld- en Europees kampioenschap bij de junioren.
In 1999 maakt Absalon de overstap naar de beloften. In zijn vier jaar als belofte, pakt hij verscheidene titels.

### 2001
Op twintigjarige leeftijd maakte hij in 2001 de stap naar de profs bij het Italiaanse team Bianchi. In dat seizoen kwam hij eigenlijk nog uit voor de beloften, maar reed hij verschillende profwedstrijden. Zo won hij de Wereldbekerwedstrijd in Durgano. In de beloftencategorie werd hij dat jaar in het Duitse St. Wendel Europees kampioen. Hij won voor Thijs Al en Peter Riis Andersen. Privé was dit geen goed jaar voor Absalon. Eind 2001 verloor hij zijn vader.

### 2002
Ook in dit seizoen kwam Absalon gedeeltelijk uit voor de elites. Hij draaide een constant seizoen, dit zag hij beloond met een 9de plaats in de eindranking van de Wereldbeker. Ook won hij de prestigieuze wedstrijd in het Zwitserse Hittnau. Hij klopte er in een sprint met twee de thuisrijder Christoph Sauser.
Dat jaar werd ook duidelijk dat hij de beloftencategorie stilaan ontgroeid was. Hij werd dat jaar zowel Europees kampioen als Wereldkampioen. En samen met Cédric Ravanel, Laurence Leboucher en Jean Demaret won hij het EK Teamestafette en later dat jaar werden ze tweede achter Canada op het WK.

### 2003
2003 was het jaar van zijn definitieve doorbrak bij de profs, in dat jaar werd hij zowel Frans kampioen en won hij voor het eerst de Wereldbeker. Hij won dat jaar de manche in het Canadese Mont-Sainte-Anne, een van de absolute klassiekers in het Wereldbeker circuit.
Op zijn eerst grote kampioenschap, het EK Mountainbike pakte hij meteen het zilver. Hij eindigde op 28 seconden van Ralph Näf. Zijn eerst Wereldkampioenschap sloeg echter wat tegen, hij eindigde er twaalfde.

### 2004
Dit seizoen waren de Olympische Zomerspelen 2004 het doel voor Absalon. Hiervoor moest alles wijken. Hij reed niet alle wereldbekers, maar won er toch nog één: Schladming. Hij wel zijn grote doel en won de gouden medaille met één minuut voorsprong op de Spaanse, Europese kampioen José Antonio Hermida, en twee minuten op de winnaar van de Spelen in 1996 te Atlanta, de Nederlander Bart Brentjens.
Later dat jaar zou hij ook voor de eerste maal het Wereldkampioenschap winnen. Hij won voor zijn landgenoot Cédric Ravanel en de Zwitser Thomas Frischknecht.

### 2005
In 2005 begon zijn absolute heerschappij in het Mountainbiken. Hij won zowel het WK als het nationaal kampioenschap, in de Wereldbeker werd hij derde, hij won de manches in het Belgische Spa en het Spaanse Madrid. Hij won ook de bekende wedstrijd van L'Hexagonal, en werd hij tweede tijdens het EK achter zijn landgenoot Jean-Christophe Péraud.

### 2006
In 2006 won Absalon alles wat er te winnen viel. Hij won met overmacht de wereldbeker, in alle 6 manches stond hij op het podium, en in Madrid, Spa en Fort William won hij de manche. In de eindstand had hij bijna 200 punten meer dan eerste belager Christoph Sauser.
Ook tijdens het Frans- en Wereldkampioenschap domineerde hij. Dat jaar wist hij ook voor de eerst en het Europese kampioenschap te winnen. In het Italiaanse Chies d'Alpago had hij 28 seconden voorsprong op Christoph Sauser en 36 seconden op de 3de: Ralph Näf.

### 2007
Vanaf 1 januari 2007 verruilde hij team Bianchi voor het Spaanse Orbea. Zijn wereldbeker seizoen startte met een 2de plek te Houffalize, net achter Hermida. De volgende 4 manches, respectievelijk te Offenburg, Champéry, Mont-Sainte-Anne en Saint-Félicien domineerde hij en verzekerde hij zich van zijn 2de opeenvolgende eindoverwinning in de wereldbeker. Tijdens de laatste manche in het Sloveense Maribor kende hij veel pech en eindigde hij op 6.30 min van winnaar Fredrik Kessiakoff.
Op het EK trachtte hij zijn titel te prolongeren. Hij slaagde hier echter niet in, hij werd 2de achter Hermida.Wel won hij het WK voor de Zwitsers Ralph Naef en Florian Vogel, dit was zijn 4de titel op rij en voorlopig ook zijn laatste.

### 2008
In 2008 wou Absalon zichzelf opvolgen als olympisch kampioen, dit belette hem er echter niet van de drie eerste manches van de tijdens de wereldbeker te winnen. In Houffalize won hij na iets meer dan twee uur voor de Zwitsers Nino Schurter en Christoph Sauser. Een week later won hij in Offenbourg, ditmaal voor Sauser en Florian Vogel. Een maand later volgde dan de zege in Madrid. In de volgende manche in Andorra viel Absalon en werd pas 11de.
In mei volgde het Europees kampioenschap te St. Wendel. In het begin van de wedstrijd reed een kopgroep van acht weg, hierbij zaten onder andere Jose Antonio Hermida, Florian Vogel, Christoph Sauser en Fredrik Kessiakoff. In de laatste ronde versnelt Vogel, deze houdt zijn inspanning vol tot aan de meet en wint. Absalon eindigt ontgoochelend 15de op bijna 3 minuten. Een maand later volgt het Wereldkampioenschap. Titelverdediger Absalon is een van de favorieten, maar door een val in Andorra start hij met een gezwollen knie. Aanvankelijk lijkt hij hier geen last van te ondervinden, maar twee rondes voor het einde moet hij opgeven. Later kroont hij zich wel voor de 6de maal tot nationaal kampioen.
In Augustus volgt dan het grote seizoensdoel van Absalon: de Olympische Zomerspelen 2008 te Peking. Hij nam van de start af de wedstrijd in eigen handen. Op een klim in de 2de ronde plaats Absalon zijn definitieve versnelling, de rest ziet hem nooit meer terug. Na 1u 55min 59sec bereikt Absalon in het warme Peking de finish.

### 2009
In 2009 was Absalon oppermachtig in de Wereldbeker. In de eerst manche in het Zuid-Afrikaanse Pietermaritzburg dat toen voor de eerste maal op de kalender stond, werd hij onmiddellijk 2de achter José Antonio Hermida. De volgende 4 manches (Offenburg, Offenburg, Madrid en Mont-Sainte-Anne) won Absalon, vooral in Madrid en Offenburg maakte hij indruk door de tegenstand op meer dan 1 minuut te zetten. In de manche van Bromont werd hij 17de, in die van Champéry 2de. Dit leverde hem met zekerheid voor de 5de maal in zijn carrière de eindwinst in de wereldbeker op, een record.
Op 18 juli verdedigde hij zijn Franse titel, op een zeer modderig parcours haalde Absalon het vrij gemakkelijk voor Jean-Christophe Péraud. Op het Wereldkampioenschap zag het er lange tijd naar uit dat hij voor de vijfde keer in zijn carrière de wereldtitel zou pakken, hij liet zich in de spurt echter verrassen door de jonge Zwitser Nino Schurter.

### 2010
Na enkele jaren van totale heerschappij werd het in 2010 duidelijk dat Absalon nu tegenstand naast zich moest dulden. Mannen als Nino Schurter, Christoph Sauser en José Antonio Hermida staken hem geregeld de loef af. Het seizoen begon nochtans goed voor Absalon. Hij won de HC wedstrijd van Banyoles, de Coupe de France in Saint Raphaël. Ook won hij drie manches in de prestigieuze Swiss Cup, namelijk die van Lugano, Solothurn en Bern. Ook won hij in het Duitse Heubach, een absolute klassieker in het mountainbiken.
In de Wereldbeker nam hij een goede start. In het Schotse Dalby Forrest moest hij het in de sprint nipt afleggen tegen Wereldkampioen Nino Schurter. Een week later stelde hij echter teleur in Houffalize met slechts een 7de plaats, dit kon hij rechttrekken door de manche in Offenburg te winnen. In juli stonden de manches in Champery en Vale di Sole op het programma, Absalon wist geen enkele hiervan te winnen. Als laatste test voor het WK stond de manche in Windham op het menu, Absalon stelde teleur en werd pas 6de. Ondertussen had hij wel zijn Franse tittel verlengd, maar op het WK in het Canadese Monte-Saint-Anne eindigde hij pas vijfde, onbegrijpelijk omdat hij al vier keer de Wereldbeker in Monte-Saint-Anne won.

### 2011
Dit was het jaar van de Tsjech Jaroslav Kulhavý die zowel de wereldbeker als het EK en WK won. Nochtans begon hij lang niet slecht aan het seizoen. In de eerste twee wereldbekers in respectievelijk Pietermanzburg en Dalby Forest werd hij 2de. Wel won hij de manches van de Coupe de France in Saint Raphaël en Fréjus, eerder had hij ook al de HC Wedstrijd in het Spaanse Banyoles. In de 3de manche van de Wereldbeker was het wel raak. In het Duitse Offenburg won hij Kulhavy en zijn landgenoot Maxime Marotte. Later won hij ook nog in Stoumont en Londen. Dit laatste realiseerde hij op het parcours waar een jaar later de Olympische spelen zouden worden gereden. Hij deed dat zelfs op een imponerende wijze, hij won met 1 minuut en 20 seconde voorsprong op dichtste achtervolger Christoph Sauser.
Op de kampioenschappen van dat jaar stelde Absalon allerminst teleur. Op het Franse kampioenschap duldde hij geen tegenstand en reed hij naar zijn negende titel op een rij. Ook reed hij voor het eerst in 3 jaar nog eens het Europees kampioenschap, hij werd hier tweede achter Kulhavy die al het hele seizoen domineerde. Het WK werd dat jaar in Zwitserland gereden, dus was Nino Schurter de grote favoriet. Absalon zou uiteindelijk 3de worden, op de titel kon hij nooit echt aanspraak maken omdat Kulhavy en Schurter die dag uitmuntend waren.

### 2012
In 2012 stond voor Absalon alles in het teken van de Olympische spelen, hij wou de eerste Franse atleet ooit worden die 3 maal op een rij de gouden medaille wist te behalen en dus olympisch kampioen werd. Het begon uitstekend voor Absalon, tijdens de eerste Wereldbeker manche in het Zuid-Afrikaanse Pietermanzburg werd hij vierde op bijna 2 minuten van winnaar Nino Schurter. Zijn eerste overwinning boekte hij in Banyoles, later won hij de Coupe de France in Saint Raphaël en de Belgian MTB Grand Prix te Stoumont. In het Belgische Houffalize won Absalon op een sterk vernieuwd parcours de 2de manche van de Wereldbeker, op de voorlaatste helling wist hij mede koploper Schurter uit de wielen te rijden en zo voor de 3de maal in zijn carrière de Wereldbeker in Houffalize te winnen. Een maand later was hij ook nog de beste in de 4de ronde van de Wereldbeker. In eigen streek leek hij te La Bresse makkelijk te kunnen winnen, maar door een val in de laatste ronde moest hij zich reppen om wereldkampioen Kulhavy voor te blijven.
Het tweede luik van het seizoen stond volledig in het teken van de Olympische spelen, te beginnen met het EK waar hij 4de werd op 3 minuten van de Duitser Moritz Milatz. Wel werd hij Frans kampioen, en dit voor de 10de maal op rij. Absalon nam een verschroeiende start en breidde op het gladde parcours zijn voorsprong stelselmatig verder uit en won met 36 seconden voorsprong op de tweede Stéphane Tempier. Zijn voorbereiding werd wel nog verstoord door een val in de slotmanche van de Wereldbeker, op het door de regen gladde parcours in Val d'Isère valt Absalon in een ravijn en geeft op. Door deze opgave tuimelt hij in het eindklassement van de Wereldbeker naar de 11de plaats, zijn slechtste resultaat sinds hij prof werd.
Als ultieme voorbereiding op de Spelen reed Absalon de wedstrijd in Boom, de ultieme test slaagde want hij won. Op zondag 12 augustus was het dan zo ver, de Olympische mountainbike race. Absalon nam echter geen al te beste start, en reed in de eerste ronde lek. Na deze pech gaf Absalon ontmoedigd op. Nu restte er enkel nog het WK in Oostenrijk, hij viel net naast het podium, hij werd er 4de op 10 seconden van de derde Mathias Flückiger.

### 2013
Na de Spelen van 2012 maakte Absalon bekend dat hij vanaf 2013 voor het BMC Mountainbike Racing Team gaat rijden. Hij tekende er een contract van twee seizoenen, hij wordt er ploegmaat van onder andere Lukas Flückiger en Ralph Näf.
Zijn seizoen startte in Montauroux waar hij won, een week later won hij ook in Cassis en later die maand won hij net zoals de voorbij 3 jaar de eerst manche van de Coupe de France in Saint-Raphaël. In April reed hij twee wedstrijden waarin hij telkens tweede werd achter wereldkampioen Nino Schurter. Tijdens de eerste Wereldbeker leek hij in Duitsland lang op weg naar de zege, maar in de slotfase brak zijn wiel en moest hij opgeven. In de 2 volgende wereldbekers eindigde hij telkens 2de achter Nino Schurter.
Tijdens de Europese kampioenschappen mountainbike te Bern was Schurter de favoriet voor de eindoverwinning, maar na een enige strijd kon Absalon van hem wegrijden en werd na 2006 voor de 2de maal in zijn carrière Europees kampioen. 3 weken later prolongeerde hij zijn nationale titel.
De wereldbeker in Canada was dat jaar zijn enige overwinning in de wereldbeker. Dankzij deze overwinning werd hij wel een van de topfavorieten voor het WK. Het draaide echter niet uit zoals gepland, Absalon viel tijdens de verkenning en brak een rib. Hij startte nog wel in de wedstrijd, maar kon nooit echt aanspraak maken op de wereldtitel.

### 2014
Ook in 2014 komt hij uit voor BMC. Zijn Wereldbekerseizoen opende hij in april met stijl. Zowel in het Zuid-Afrikaanse Pietermaritzburg als in het Australische Cairns duldde hij geen tegenstand en won hij gemakkelijk. In Nové Město na Moravě kende hij tijdens de 3de wereldbeker een dip, maar 1 week later domineerde hij weer als vanouds in Albstadt, waar hij in het voorgaande seizoen nog de zege door de neus geboord zag.

### 2018
Nadat hij in oktober 2017 nog aangaf een jaartje door te gaan met een eigen team, kondigt Absolon aan het begin van het seizoen 2018 zijn afscheid aan, dit naar aanleiding van zijn verslechterende allergieën.

## Resultaten

### Cross-Country
| Seizoen | Wereldbeker                                                        | OS   | WK     | EK     | FK   | Overige                                                 | Totaal aantal zeges |
| ------- | ------------------------------------------------------------------ | ---- | ------ | ------ | ---- | ------------------------------------------------------- | ------------------- |
| 2001    | Durango                                                            | NVT  | DNS    | DNS    | DNS  |                                                         | 1                   |
| 2002    |                                                                    | NVT  | DNS    | DNS    | DNS  | Hittnau                                                 | 1                   |
| 2003    | Mt-St-Anne, Eindklassement                                         | NVT  | 12e    | Zilver | Goud | Brescia, Monticello, Lons, Sellero, Abreswiller         | 8                   |
| 2004    |                                                                    | Goud | Goud   | 5e     | Goud | Schladmig                                               | 4                   |
| 2005    | Spa, Madrid                                                        | NVT  | Goud   | Zilver | Goud | Val di Sole                                             | 5                   |
| 2006    | Madrid, Spa, Fort William, Eindklassement                          | NVT  | Goud   | Goud   | Goud |                                                         | 7                   |
| 2007    | St-Felicien, Mt-St-Anne, Champery, Offenburg, Eindklassement       | NVT  | Goud   | Zilver | Goud | Cassis                                                  | 8                   |
| 2008    | Houffalize, Madrid, Mt-St-Anne, Offenburg, Bromont, Eindklassement | Goud | 15e    | DNF    | Goud |                                                         | 8                   |
| 2009    | Houffalize, Madrid, Mt-St-Anne, Offenburg, Eindklassement          | NVT  | Zilver | DNS    | Goud |                                                         | 6                   |
| 2010    | Offenburg                                                          | NVT  | 5e     | DNS    | Goud | Banyoles, St Raphaël, Lugano, Solothurn, Heubach, Bern  | 8                   |
| 2011    | Offenburg                                                          | NVT  | Brons  | Zilver | Goud | Londen, St Raphaël, Fréjus, Banyoles, Stoumont          | 7                   |
| 2012    | Houffalize, La Bresse                                              | DNF  | 4e     | 4e     | Goud | Stoumont, Banyoles, St Raphaël, Bern, Super Besse, Boom | 9                   |
| 2013    | Mt-St-Anne                                                         | NVT  | 6e     | Goud   | Goud | Montauroux, Cassis, St-Raphaël                          | 6                   |
| 2014    | Pietermaritzburg, Cairns, Albstadt, Eindklassement                 | NVT  | Goud   | Goud   | Goud | Tesserete, Heubach                                      | 9                   |
| 2015    | Albstadt                                                           | NVT  | Zilver | Goud   | Goud | Schaan, Lons-le-Saunier, Yverdon                        | 6                   |
| 2016    | La Bresse, Mt-St-Anne, Eindklassement                              | 8e   | Brons  | Goud   | Goud | Esterel, Bad Säckingen                                  | 7                   |

1996: Bart Brentjens ·
2000: Miguel Martinez ·
2004: Julien Absalon ·
2008: Julien Absalon ·
2012: Jaroslav Kulhavý ·
2016: Nino Schurter ·
2020: Tom Pidcock ·
2024: Tom Pidcock
- Bibliothèque nationale de France: cb151220885 (data)
- Gemeinsame Normdatei: 1094880582
- International Standard Name Identifier: 0000 0000 0249 5837
- Système universitaire de documentation: 110520181
- Virtual International Authority File: 66766127
- WorldCat: E39PBJhMgYp3Rf6XdGJFDQV3cP